# Didymocarpus
Didymocarpus es un género  de plantas fanerógamas perteneciente a la familia Gesneriaceae. Comprende 385 especies descritas y de estas, solo 89 aceptadas.

## Descripción
Son plantas perennes de herbáceas  caulescentes. Tallos erectos, con pocos nudos; que se renuevan en la estación húmeda. Hojas a pares en el ápice de los tallos. Las inflorescencias en cimas axilares, pedunculadas, con pocas a muchas flores. Corola usualmente tubular o con forma de trompeta, lobos redondeados; de color claro o violeta, en las especies malayas también blancas o amarillas. El fruto es una cápsula bivalva dehiscente. Tiene un número de cromosomas de : 2n = 22, 24, 28, 32, 36, 44, 54, 56.

## Taxonomía
El género fue descrito por Nathaniel Wallich y publicado en Edinburgh Philosophical Journal 1: 378. 1819.
Etimología
Didymocarpus: nombre genérico que deriva de las palabras griegas διδυμος, didymos = "entre"; y καρπος, karpos = "fruto", en referencia a las dos valvas de la cápsula de la fruta. 

## Especies seleccionadas
- Didymocarpus acuminata R.Br.
- Didymocarpus adenocalyx W.T.Wang
- Didymocarpus adenocarpus C.E.C.Fisch.
- Didymocarpus alba Ridl.
- Didymocarpus albicaulis C.B.Clarke
- Didymocarpus albina Ridl.

Lista de especies